# Roland Hedlund
Pour les articles homonymes, voir Hedlund.
Roland Hedlund, né le 17 novembre 1933 à Kågedalen (sv) (province de Västerbotten, en Suède) et mort le 8 mars 2019 dans le district de Skellefteå de la commune du même nom (Suède), est un acteur suédois. 
Pour son rôle dans le film Ådalen 31 (1969), il a remporté le prix du meilleur acteur aux 6e prix Guldbagge. Il est apparu dans plus de 70 films et émissions de télévision entre 1955 et 2012.

## Filmographie partielle

### Au cinéma
- 1969 : Ådalen '31
- 1975 : A Guy and a Gal
- 1981 : Rasmus et le Clochard (Rasmus på luffen)
- 1983 : A Hill on the Dark Side of the Moon (en)
- 1989 : Codename Coq Rouge (en)
- 1996 : The Hunters (en) de Kjell Sundvall
- 2002 : Beck – Kartellen (en)

## Récompenses et distinctions
- (en) Roland Hedlund: Awards, sur l'Internet Movie Database